# 베네쿠르 센강변에서
베네쿠르 센강변에서(프랑스어: Au bord de l’eau; Bennecourt) 또는 베네쿠르의 강변 풍경(영어: River Scene at Bennecourt)은 프랑스 인상주의 화가 클로드 모네의 1868년 유화 작품이다. 1922년 팔머 일가에서 매입하여 현재 미국 시카고 미술관에 소장되어 있다.

## 상세
프랑스 베네쿠르 외곽의 글로통 (Gloton) 마을을 배경으로, 모네 연인이자 모델로서 훗날 아내가 되는 카미유 동시외 (Camille Doncieux)가 센강변의 섬에서 어린 아들 장 (Jean)과 함께 있는 모습을 그렸다. 모네의 집안사정이 제일 좋지 않았을 적에 그려진 작품으로, 글로통 마을에서 셋방살이를 하다 쫓겨난 다음날 밤 강에 몸을 던져 자살을 시도하기도 했다. 그러나 별다른 부상 없이 홀로 파리의 집으로 돌아오게 된다.
작품이 완성된 후 뇌이쉬르센의 루이 에메 레옹 클라피송 (Louis Aimé Léon Clapisson)이 500프랑에 처음 구입했다. 1889년에는 조르주 프티 갤러리에서 열린 클로드 모네 전시회를 위해 대여하기도 했다. 클라피송은 1892년 4월 21일 뒤랑뤼엘에게 1,500프랑을 주고 이 작품을 팔았고, 뒤랑뤼엘은 같은해 5월 18일 미국 시카고의 포터 파머에게 매각했다. 당시 낙찰가는 7,500프랑이었으며 한동안 파머 일가에서 소유하고 있다가 시카고 미술관에 기증하여 지금까지 소장품으로 남아 있다.

## 같이 보기
- 클로드 모네의 작품 목록